# Heiko Schaffartzik

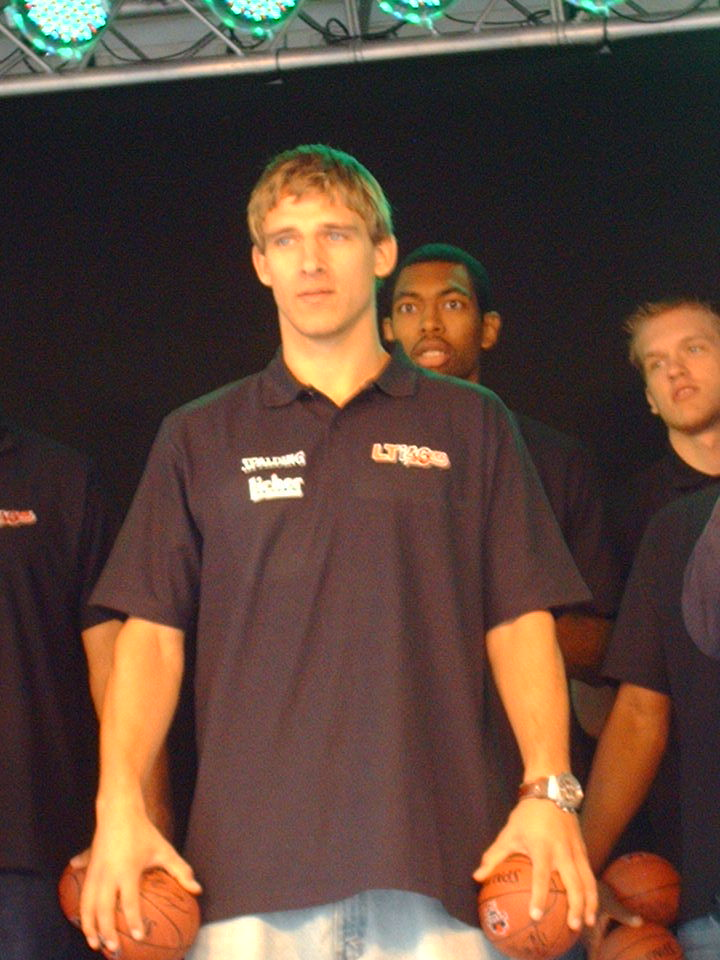

Heiko Schaffartzik (Berlim, 13 de janeiro de 1984) é um basquetebolista alemão que atualmente joga pelo Hamburg Towers na BBL.